# Дасаев, Ринат Файзрахманович
Рина́т Файзрахма́нович Даса́ев (тат. Ринат Фәйзрахман улы Дасаев, Rinat Fäyzraxman uğlı Dasayıv; род. 13 июня 1957 года, Астрахань) — советский футбольный вратарь. Заслуженный мастер спорта СССР (1988). Серебряный призёр чемпионата Европы 1988 года. Бронзовый призёр Олимпийских игр 1980 года. Чемпион СССР 1979, 1987. Включён в список ФИФА 100. Обладатель приза «Лучший вратарь мира» (1988 год).

## Биография

### Ранние годы
Ринат Файзрахманович Дасаев родился  13 июня 1957 года в городе Астрахани, в России. По национальности — татарин.
В детстве занимался плаванием, участвовал во всесоюзных детских соревнованиях, потом перенёс операцию на руке. После этого желания заниматься плаванием больше не было, сделал выбор в пользу футбола. В 9 лет принят в футбольную школу «Волгаря» — «Смену». Первый тренер — Геральд Иванович Бледных. Поначалу играл на поле, на позиции нападающего. На этой позиции выглядел слабо. Как позже объяснял Дасаев, в ворота встал случайно:

Однажды зимой пришёл минут за 20 до тренировки, от нечего делать пошёл к воротам. Тренер посмотрел и говорит: «Сегодня давай тебя в воротах попробуем». С этого дня и началась моя вратарская жизнь.
— Легендарный вратарь Ринат Дасаев: «Смотрю футбол по телевизору, а внутри всё закипает - хочу играть!»
В этом амплуа он участвовал во многочисленных детских и юношеских республиканских соревнованиях. В 1973 году Дасаев впервые получил приз «Лучшему голкиперу турнира» на зональных состязаниях первенства СССР, состоявшихся в Новороссийске.
Окончил Московский областной государственный институт физической культуры.

### «Волгарь»
Начинал футбольную карьеру в Астрахани, где в 1975 году занял место в воротах «Волгаря». Первую игру Дасаев провёл 5 августа 1975 года в выездной игре «Волгаря» в Грозном против «Терека» (матч 22 тура). Грозненцы в тот год были одними из лидеров группы, находились в отличной форме и без видимого труда победили со счётом 2:0.
7 августа 1975 года Дасаев снова защищал ворота «Волгаря» в поединке со ставропольским «Динамо», но на исходе встречи получил травму мениска и выбыл из строя. Астраханцы проиграли и этот матч со счётом 0:1. Настоящим лидером команды Дасаев стал в следующем, 1976 году, когда провёл больше половины — 26 игр из 40 — и вытеснил из состава основного вратаря Юрия Макова.
В 1977 году он был незаменим — в основном составе астраханской команды провёл 30 матчей из 31.

### «Спартак» (Москва)
11 сентября 1977 года Дасаев в последний 58-й раз надел форму «Волгаря» и отправился в Москву, в московский «Спартак», который в тот сезон играл в 1-й лиге чемпионата СССР по футболу. В «Спартак» его рекомендовал главный тренер «Волгаря» Фёдор Новиков, который сам в 1978 году вошёл в тренерский штаб московской команды.
В «Спартаке» за место в основе ему пришлось конкурировать с опытным Александром Прохоровым, долгое время Дасаеву не доверяли место в воротах. Первый матч за «Спартак» провёл в Ворошиловграде против «Зари», где отыграл на «ноль». Потом «Спартак» выиграл матч у «Локомотива», и Дасаев опять не пропустил.
Играя в «Спартаке», стал отрабатывать свой игровой стиль:

У меня удачно получалась игра на выходах. Константин Иванович настоятельно учил не вводить мяч в игру ногами, а бросать мяч партнёрам рукой, так намного точней — можно сразу начинать контратаку. Учился руководить игроками, причём не только защитниками, но и полузащитниками, нападающими. Ведь вратарю хорошо виден весь рисунок игры. Со временем сформировался и свой стиль.
— Легендарный вратарь Ринат Дасаев: «Смотрю футбол по телевизору, а внутри всё закипает - хочу играть!»
Кроме того, тренеры отмечали характерную черту игры Дасаева — прыжок за мячом ногами вперёд. За что Ринат неоднократно подвергался критике со стороны бывшего вратаря сборной СССР, а впоследствии — одного из мэтров советской спортивной журналистики Владимира Маслаченко. Будучи воспитанником классической советской вратарской школы, Маслаченко утверждал, что вратарь обязан бросаться за мячом только руками вперёд, нападающему в ноги. Дасаев, в свою очередь, замечал, что этот приём он использовал только в тех эпизодах, когда видел, что ногой дотянется до мяча быстрее.
В 1979—1988 годах был основным вратарём московского «Спартака», с 1979 по 1990 годы — вратарём сборной СССР. В составе московского «Спартака» стал дважды чемпионом СССР — в 1979 и 1987 годах. Серебряный призёр чемпионата СССР 1980, 1981, 1983, 1984, 1985 годов. Обладатель бронзовых медалей в Высшей Лиге СССР 1982 и 1986 годов. В 1981 году стал финалистом Кубка СССР, а в 1987 году победителем кубка Федерации. В еврокубках со «Спартаком» доходил до стадии 1/4 финала Кубка чемпионов в 1981 и Кубка УЕФА в 1984 годах.
Лучший футболист СССР 1982 года, по итогам опроса главного спортивного футбольного издания СССР — еженедельника «Футбол-Хоккей». В 1988 стал первым обладателем международного трофея «Лучший вратарь мира».
Установил абсолютный рекорд для советских футбольных голкиперов, шесть раз став обладателем приза журнала «Огонёк» лучшего вратаря СССР — в 1980, 1982, 1983, 1985, 1987 и 1988 годах. За годы своей карьеры в «Спартаке» на протяжении десяти лет подряд входил в список 33-х лучших футболистов СССР. При этом девять раз — на первой позиции: в 1979, 1980, 1981, 1982, 1983, 1985, 1986, 1987 и 1988 годах. И только в 1984 году в данном списке занимал вторую позицию, уступив первое место Михаилу Бирюкову — голкиперу ленинградского «Зенита», который в тот год стал чемпионом СССР.

### «Севилья»
В ноябре 1988 за два миллиона долларов перешёл в испанскую «Севилью». При этом в Севилье «Спартак» провёл товарищеский матч (1:2), в котором первый тайм Дасаев сыграл за москвичей, второй — за «Севилью». Однако адаптация в новом клубе проходила нелегко — уже через три недели Дасаев решил, что лучше вернуться в СССР, и сказал об этом желании президенту «Севильи». На следующий день к нему домой пришла целая делегация из клуба, которая уговаривала Рината остаться в команде. После этого Дасаев понял, что в него верят и не хотят, чтобы он уезжал.
Болельщики, в свою очередь, ждали, что вместе с Дасаевым «Севилья» станет чемпионом Испании. С Дасаевым «Севилья» стала играть лучше, но максимум чего добилась — завоевала в сезоне 1989/1990 право выступать в Кубке УЕФА.
В новом сезоне Дасаев получил травму, потребовалась операция. В это время на его место взяли молодого вратаря «Барселоны» Хуана Карлоса Унсуэ, который удачно проявил себя в играх чемпионата. Когда Дасаев поправился, ему предложили переехать в Бразилию, но он отказался — не устраивали условия контракта. В результате, Дасаев остался без работы. Думал вернуться в Москву, но позвонил друзьям, они посоветовали оставаться пока в Испании, если есть возможность.

### Дальнейшая карьера
Вскоре стал тренером во второй команде «Севильи», через год взяли в первую — работать с вратарями. В это время «Севилью» тренировал Луис Арагонес, с которым сложились отличные взаимоотношения. После Арагонеса главным тренером команды стал португалец Тони Оливейра, с которым у Дасаева отношения не сложились. В итоге перешёл на работу главным тренером одной из команд низшего испанского дивизиона. В свою команду взял нескольких игроков из «Севильи», однако после некоторого времени руководство клуба посчитало, что играть должны только местные футболисты. После этого Дасаев покинул команду.
В Испании занялся бизнесом — в начале 1992 года открыл свой магазин по продаже спортивных товаров. Однако быстро понял, что бизнес не приносит никакого удовольствия (более того, магазин разорился), и полностью посвятил себя тренерской работе с детьми.
В конце 1990-х корреспондент «Комсомольской правды» Сергей Емельянов пытался разыскать Дасаева, чтобы взять у него интервью для газеты. Оказалось так, что о местонахождении Дасаева в Испании не знали даже его мать и брат Рафик. При посредничестве баскетболиста Хосе Бирюкова удалось установить связь с Дасаевым. Вылетевшие в Испанию Емельянов и родственники Дасаева сумели уговорить Рината вернуться на Родину.
С лета 1998 стал тренером в «Спартаке», работал с вратарями дубля. Одновременно вскоре стал тренером в юношеской сборной Москвы по футболу (1986 г. р.), которая участвовала в различных международных соревнованиях. После увольнения главного тренера Олега Юзвинского также ушёл из команды.
23 сентября 1998 года в Москве был организован прощальный матч Рината Дасаева, в котором сошлись сборная клубов России и сборная ветеранов СССР. Игра закончилась со счётом 3:1 в пользу сборной России, а Дасаев отыграл 34 минуты, прежде чем уступить место в воротах Виктору Чанову.
Вместе с этим продолжал выступать в ветеранских турнирах, играл за команду ветеранов «Спартака», проводя за сезон до 80 матчей.
В 1999 году ушёл из «Спартака», поскольку клуб не выполнил обязательств перед Дасаевым. В 2000 году стал президентом ассоциации «Формула-автоспорт», в состав которой входит гоночная команда A.S.R. (выступала в классе «Ф-1600»).
С 2003 года — Президент основанной им Академии футбола и вратарского искусства Рината Дасаева.
В сентябре 2003 года, после назначения на пост главного тренера сборной России Георгия Ярцева, стал его помощником, отвечал за подготовку вратарей. В апреле 2005 года, после увольнения Ярцева, также покинул сборную. В июле 2006 года с Дасаевым велись переговоры о возобновлении работы в сборной России в качестве тренера вратарей и кураторстве подготовки голкиперов в молодёжной и юношеских сборных России. Однако договор так и не был подписан.
В 2008 году был послом финала Лиги чемпионов УЕФА, проходившего в Москве.
В 2007—2008 годах был одним из тренеров футбольного клуба «Торпедо» (Москва). Награждён юбилейной медалью «80 лет Госкомспорта России».
Снимался в телевизионной рекламе. В соавторстве с А. Львовым написал книгу «Команда начинается с вратаря» (М., Советская Россия, 1986).

## Карьера в сборных
Первый матч за сборную СССР провёл 5 сентября 1979 года против сборной ГДР (1:0), последний — 9 июня 1990 года против сборной Румынии (0:2).
Победитель Спартакиады народов СССР 1979 года в составе сборной Москвы. В составе сборной СССР — бронзовый призёр Олимпийских Игр 1980 года и серебряный призёр чемпионата Европы 1988 года.
Участник трёх финальных турниров чемпионатов мира в составе сборной Советского Союза — в 1982, 1986 и 1990 годах. Среди футбольных вратарей сыграл больше всех игр за сборную СССР — 91 матч.
Защищал цвета советской сборной на трёх чемпионатах мира (1982, 1986, 1990) и одном чемпионате Европы (1988).
За Олимпийскую сборную СССР сыграл 6 матчей на Олимпийских Играх в Москве.
Занимает второе место среди футболистов сборной СССР (после О. Блохина) по количеству проведённых за неё матчей (91).

## Достижения

### Командные
- Чемпион СССР: 1979, 1987
- Бронзовый призёр Олимпийских игр: 1980
- Финалист Чемпионата Европы 1988
- Чемпион Спартакиады народов СССР 1979 года в составе сборной Москвы

### Личные
- Приз «Вратарь года» (6): 1980, 1982, 1983, 1985, 1987, 1988
- Футболист года в СССР: 1982
- Лучший вратарь мира по версии МФФИИС: 1988
- В списках 33 лучших футболистов сезона в СССР (10): № 1 — 1979—1983, 1985—1988; № 2 — 1984
- По итогам опроса Международной федерации футбольной истории и статистики (IFFHS) занял 17-е место среди лучших футбольных вратарей XX века
- В списке ФИФА 100
- Более 28 лет (с 24 августа 1987 года до 31 октября 2015 года) занимал первую строчку в списке членов Клуба Льва Яшина.
- Кавалер ордена «Знак Почёта»: 1985
- Лауреат премии Golden Foot в категории «Легенды футбола»: 2015[22]

## Семья
Первая жена — Нелли Гаас, гимнастка. После отъезда в Испанию развелись, жена открыла гимнастическую школу в Сарагосе, забрав туда детей. Старшая дочь Эльмира — чемпионка Испании по художественной гимнастике, младшая — Кристина. Свидетелем на первой свадьбе Дасаева в 1985 году был актёр Александр Фатюшин.
В Испании с 1994 года стал жить с местной девушкой Марией дель Мар (брак зарегистрирован в 2002 году), которую взял вместе с её сыном от первого брака Мигелем. У них родились дочери Беатрис и Алия (род. 4 сентября 2003), сын Салим (род. в сентябре 2006 г.).

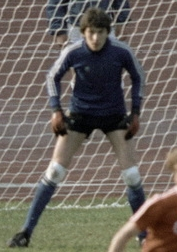
На Олимпийских играх в Москве
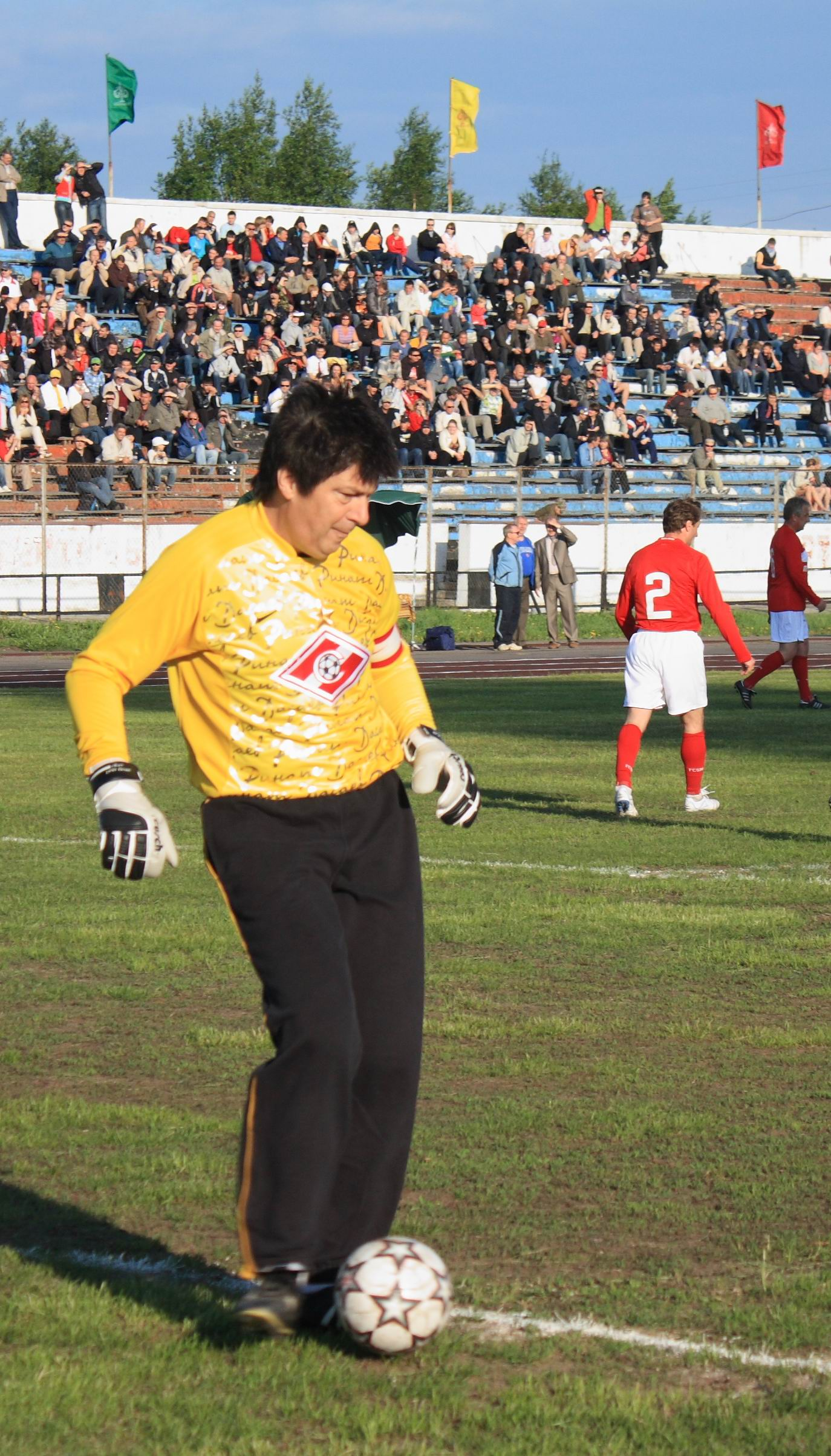
Ринат Дасаев